# Paullinia costata
Paullinia costata es una especie de planta trepadora perteneciente a la familia de las sapindáceas, nativa de América.

## Descripción
Son bejucos; con tallos cilíndricos, glabros, café-rojizos con numerosas lenticelas; madera simple. Las hojas pinnadamente 5-folioladas, pecíolo no alado y canaliculado adaxialmente, raquis no alado o angostamente marginado; folíolos ovalados, elípticos, oblongo-lanceolados, de 4.5–12 cm de largo y 2–4.5 cm de ancho, acuminados en el ápice, margen entero o remotamente crenado en la mitad superior, coriáceos y lustrosos, glabros excepto ocasionalmente barbados en las axilas de los nervios en el envés, estípulas inconspicuas. Inflorescencias solitarias, en racimos axilares o terminales, completamente canescente-tomentosos, las flores de 4 mm de largo; con sépalos exteriores densamente tomentosos. El fruto no alado, 3-acostillado cuando joven, 6-acostillado con la edad, subgloboso o elipsoide, 2.5–4 cm de largo y 2–2.5 cm de ancho, glabro a puberulento, frecuentemente rostrado en el ápice, valvas densamente lanosas por dentro, rojo, estípite 6–10 mm de largo; semillas generalmente 2, 8–20 mm de largo, arilo blanco.

## Distribución y hábitat
No ha sido aún colectada en Nicaragua, pero se espera encontrar en Zelaya. En otros sitios se encuentra en los bosques húmedos y muy húmedos; conocida desde México a Panamá y también en las Guayanas. Está estrechamente relacionada con Paullinia rugosa y Paullinia costaricensis.

## Taxonomía
Paullinia costata fue descrita por Schltdl. & Cham. y publicado en Linnaea 5(2): 216–217, en el año 1830.
Etimología
Paullinia: nombre genérico que fue nombrado por Carlos Linneo en honor de Simon Pauli der Jüngere (1603-1680), un médico y botánico alemán quien descubrió la planta.
costata: epíteto latíno que significa "acanalada"
Sinonimia
- Paullinia scarlatina Radlk.[4]